# زلزله ادو (۱۸۵۵)
زلزله ادو، زلزله بزرگ آنسی (به ژاپنی: 安政江戸地震 Ansei Edo Jishin) یکی از بزرگترین بلایای طبیعی در اواخر دوره ادو بود. این زلزله در ساعت ۱۰ شب به وقت محلی در ۱۱ نوامبر ۱۸۵۵ نزدیک به ادو (توکیوی امروزی) به وقوع پیوست و موجب آسیب و خرابی فراوانی به سبب لرزش زمین و آتش‌سوزی‌های متعاقب در منطقه کانتو شد. تعداد کشته شدگان بین ۷٬۰۰۰–۱۰٬۰۰۰ نفر و تعداد خانه‌های ویران شده در حدود ۱۴۰۰۰ تخمین زده می‌شود. زمین لرزه دارای قدرت ۷ در بزرگای موج سطحی و مقیاس ۶ در مقیاس شدت مرکالی بود. 